# Furio Jesi

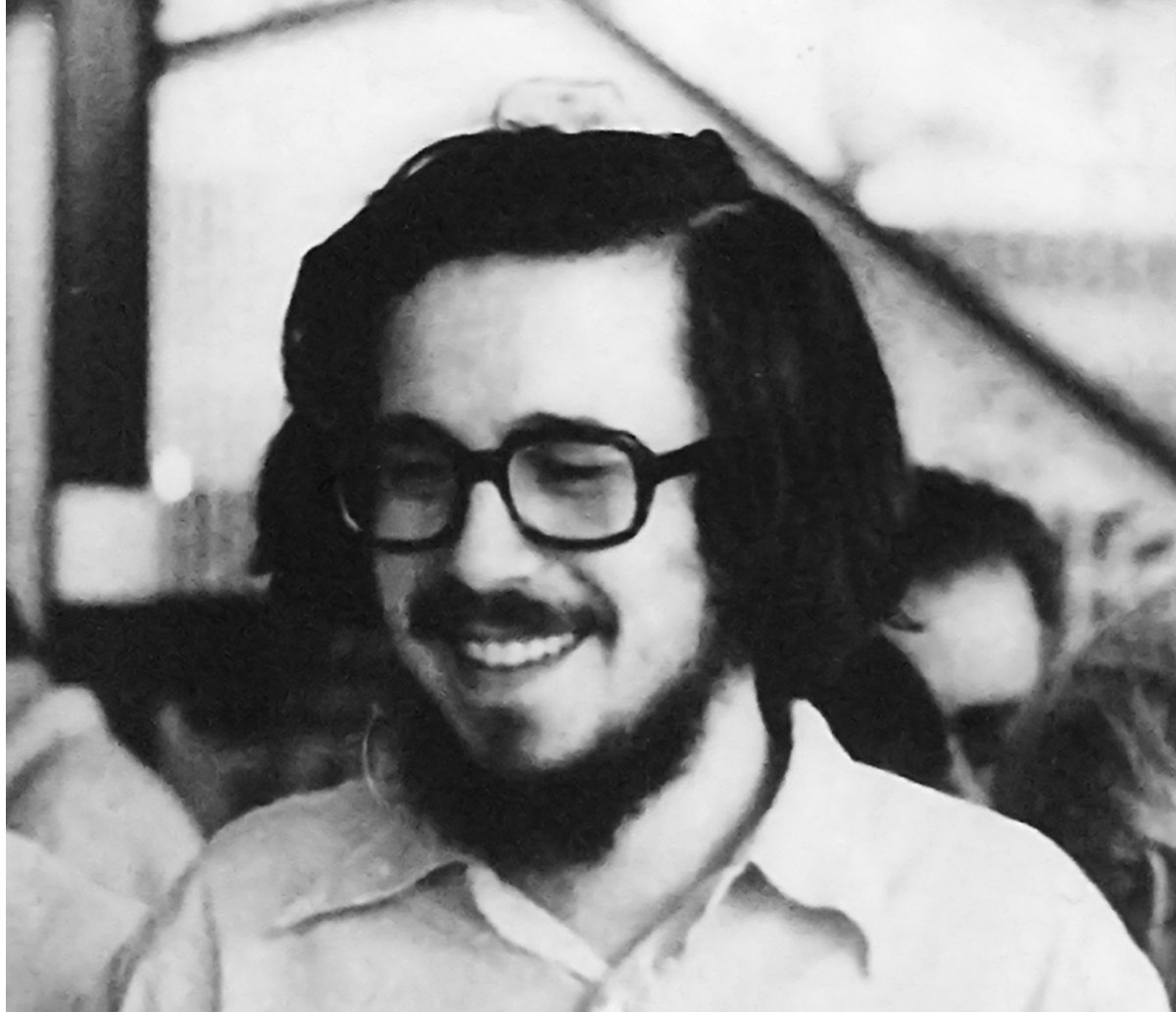
Furio Jesi

Furio Jesi (geboren am 19. Mai 1941 in Turin; gestorben am 17. Juni 1980 in Genua) war ein italienischer Germanist, Mythenforscher und Autor.

## Leben und Werk
Furio Jesi wurde 1941 als Sohn einer jüdischen Familie in Turin geboren und kam 1980 durch einen häuslichen Unfall ums Leben.
Neben seinen Studien zur Mythologie, Ägyptologie, Religionsgeschichte und Kulturgeschichte beschäftigte er sich intensiv mit deutscher Literatur. Ausgedehnte Studienaufenthalte führten ihn vor allem nach Deutschland, Griechenland und Ägypten. Der Religionswissenschaftler und Mythenforscher Karl Kerényi hat ihn stark beeinflusst.
Ab 1976 lehrte Jesi deutsche Sprache und Literatur an der Universität Palermo, ab 1979 hatte er einen Lehrstuhl an der Universität Genua inne. Daneben übersetzte er deutschsprachige Literatur ins Italienische, wie zum Beispiel Werke von Thomas Mann, Rainer Maria Rilke, Johann Jakob Bachofen, über den er auch eine Biografie verfasste, sowie Elias Canetti.
Neben seiner umfassenden wissenschaftlichen Arbeit verfasste er auch den Vampirroman L'ultima notte (Die letzte Nacht), der 1987 postum erschien. Eine Übertragung ins Deutsche nahm die Übersetzerin Barbara Kleiner vor.

## Veröffentlichungen (Auswahl)
- Germania segreta. Miti nella cultura tedesca del ’900. Silva, Mailand 1967.
- Letteratura e Mito. Einaudi, Turin 1968.
- Rilke. La nuova Italia, Mailand 1971.
- Thomas Mann. La nuova Italia, Florenz 1972.
- Cultura di destra. Garzanti, Mailand 1979 (deutsch: Kultur von rechts. Roter Stern u. a., Frankfurt am Main 1984).
- Materiali mitologici. Mito e antropologia nella cultura mitteleuropea. Einaudi, Turin 1979.
- L’ultima notte.  Marietti, Genua 1987 (deutsch: Die letzte Nacht. Beck & Glückler, Freiburg 1991, ISBN 3-89470-407-1, und Edition Atelier, Wien 2015).
- Spartakus. Symbologie der Revolte, hrsg. v. Andrea Cavalletti, übersetzt von Frank Engster und  Cinzia Rivieri, August Verlag, Berlin 2025, ISBN 978-3-7518-9026-7.